# Sujud
Pour l’article homonyme, voir As-Sajda.

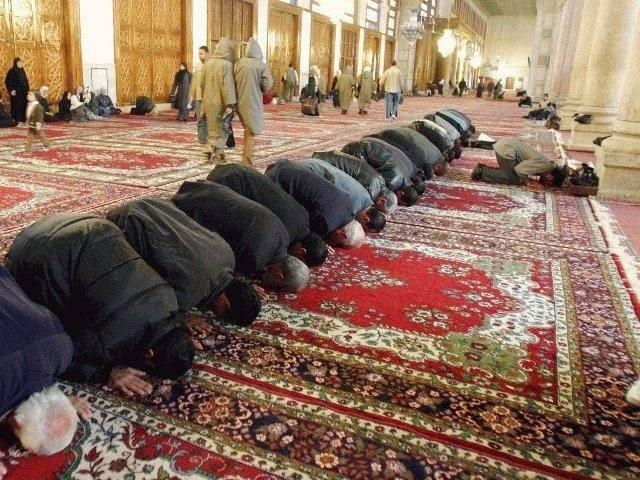
Fidèles musulmans se prosternant à la Grande mosquée des Omeyyades à Damas.

Le sujud ou soujoud (arabe : سُجُود, sujūd), aussi appelé sajda ou sajdah (arabe : سَجْدَة), est, en islam, la prosternation pour Allah faisant partie de la prière rituelle, la salat. Cette prosternation se fait vers la qibla, c'est-à-dire en direction de la mosquée sacrée de la Kaaba à La Mecque. Chaque rak'ah (unité de prière) compte deux prosternations. Cette prosternation doit se faire « sur sept membres », c'est-à-dire avec le front, le nez, les deux paumes, les deux genoux et les pieds qui touchent le sol.

## Autres types de prosternations
On trouve également dans l'islam d'autres types de prosternation :
- La prosternation de la récitation (سجود التلاوة, sujūd at-tilāwa) est une prosternation qui s'effectue lors de la lecture du Coran. On trouve en effet, dispersés dans le texte, quinze versets qui mentionnent explicitement une prosternation devant Dieu[2]. On a par exemple en 7:206, « Ceux qui demeurent auprès de ton Seigneur / ne se considèrent pas trop grands pour l'adorer. / Ils le glorifient / et ils se prosternent devant lui [italiques ajoutées]. » À ces quinze endroits, le lecteur trouve le mot « prosternation » (sajda) mentionné dans la marge, tandis que dans le texte lui-même, à la fin de ces versets, figure le dessin ۩ (U+06E9) symbolisant un mihrab.
- La prosternation de la gratitude (سجود الشكر, sujūd aš-šukr) peut être effectuée par le fidèle lorsqu'il reçoit une bonne nouvelle ou que s'éloigne de lui un malheur[3].
- La prosternation de l'oubli (سجود السهو, sujūd as-sahw) est réservée à ceux qui ont fait preuve d'inadvertance dans la prière canonique, lorsqu'il y a eu ajout (ziyāda), omission (nuqsān) ou doute (šakk). Elle se pratique avant ou après les deux salutations finales (taslîm), sans tashahhud (une bénédiction et salutation du prophète Mahomet)[4].